# Leeds United AFC säsongen 1973/1974
Säsongen 1973/1974 vann Leeds United AFC:s mästerskapet i det engelska ligasystemets högsta nivå, Division 1 1973/1974. Laget nådde dessutom den femte omgången i FA-cupen, i de övriga cuperna gick det sämre, andra omgången i ligacupen samt tredje omgången i UEFA-cupen, mycket beroende på att klubben inte mönstrade det bästa laget i dessa turneringar.
Med i stort sett samma lag som året innan inledde Leeds säsongen 1973/74 med sju raka segrar i ligan. Leeds spelade som ett helt nytt lag, mer teknik och finess än under tidigare år och nu lovordade de tidigare kritikerna det "nya" Leeds som radade upp hela 29 ligamatcher i sträck utan förlust och tog en överlägsen ledning i ligan. Den första ligaförlusten för året kom först i den 30:e matchen, den 23 februari, och det var något överraskande Stoke City som hemma på ett lerigt Victoria Ground stod för den bedriften i en TV-sänd Tipsextra där Leeds tog ledningen med 2-0 för att slutligen förlora med 2-3. Laget började svikta något och förlorade tre ligamatcher i följd i mitten av mars men avslutade säsongen med 3 raka vinster och säkrade därmed sin andra ligatitel inom loppet av fem år.
Två av lagets nyckelspelare, lagkaptenen Billy Bremner samt försvarsjätten Norman Hunter, spelade samtliga ligamatcher (dvs 42) under säsongen. Hunter blev utsedd till spelarföreningens PFA:s årets spelare.
Inför säsongen hade Leeds försvarsklippa Jack Charlton meddelat att han  avslutar sin 21-åriga karriär som fotbollsspelare i Leeds, för att istället fortsätta karriären som manager i Middlesbrough FC.

## Säsongssammanfattning
Efter föregående säsongs besvikelser med två förlorade cupfinaler, FA-cupfinalen 1973 och Cupvinnarcupfinalen 1973, och där laget därmed blev utan någon turneringsvinst, så var det många fotbollsexperter som bedömde att lagets storhetstid var över. Stommen i laget bestod av spelare som samtliga var runt 30 år, med lagkapten Billy Bremner i spetsen av bland andra John Giles, Norman Hunter, Paul Reaney, Terry Cooper, spelare som hade spelat tillsammans i nästan 10 år. Managern Don Revie vill dock annorlunda och hade intalat spelarna att visa att de fortfarande var ett lag att räkna med som aviserat ett nytänkande med offensivare och publikvänligare fotboll där spelarna dessutom skulle uppträda annorlunda på planen. Laget som tidigare hade karaktisterats av tuffa tacklingar och protester mot domslut med många varningar som resultat, skulle nu helt frångå sådant och istället vara det lag som uppträdde disciplinerat, korrekt och vara det lag som fick minst varningar i ligan. Spelarna skulle agera korrekt och spela en offensiv fotboll.
Revie hade samlat spelarna under sommaruppehållet och sagt till dem att de inte vunnit så mycket som de borde genom åren, men att de nu skulle vinna ligan i stor stil och utan att förlora en enda match. 
Inför säsongen hade lagets ankare och mittback Jack Charlton vid 38 års ålder tackat för sig och slutat med fotbollen för att istället bli manager. Med i stort sett samma lag som misslyckats i cupfinalerna året innan, men där Gordon McQueen nu definitivt tagit över Charltons position i mittförsvaret och med Joe Jordan som ett extra aletrnativ till Jones och Clarke i anfallet, så hade spelade man enligt spelsystem 4-4-2. Leeds inledde säsongen i stor stil genom att vinna de sju inledande ligamatcherna, där det bland annat besegrade både Arsenal och Tottenham på bortaplan, och gå upp i en tidig serieledning. I ligan spelade Leeds som ett helt nytt lag, mer teknik och finess än under tidigare år och nu lovordade de tidigare kritikerna det "nya" Leeds som radade upp segrar och vägrade förlora.
Det var tydligt att laget denna säsong fokuserade sig på att vinna ligan så det blev ett tidigt respass ur Ligacupen där de förlorade mot Ipswich Town FC i första matchen. I UEFA.cuoen så vann laget lätt i första omgången mot norska Strømsgodset IF, men först efter straffar i andra omgången mot skotska Hibernian FC för att sedan i januari åka ut mot portugisiska Vitoria Setubal efter att ha spelat med ett reservbetonat lag i returmatchen i Portugal.
I FA-cupen blev det respass i femte omgången då Leeds överraskande förlorade ett omspel hemma mot Bristol City FC den 19 februari efter att ha spelat 1-1 borta. Det var märkbart att lagets fina spel från säsonginledningen inte gav samma utdelning på de tyngre vinterplaneran och enbart 4 dagar efter förlusten mot Bristol City i FA-cupen kom den första förlusten i ligan. Laget ledde ligan överlägset efter att ha radat upp hela 29 ligamatcher i sträck utan förlust, och hade veckorna innan besegrat Arsenal hemma samt Manchester United FC på Old Trafford, då de den 23 februari, i den 30:e ligamatchen för säsong förlorade något överraskande mot Stoke City. Stoke vann hemma på ett lerigt Victoria Ground i en TV-sänd Tipsextramatch vann med 3-2 efter att Leeds tagit ledningen med 2-0. 
Laget började nu svikta och förlorade tre ligamatcher i rad i mitten av mars, men kunde ta sig samman och avslutade säsongen med 3 raka vinster vilket säkrade klubbens andra ligatitel inom loppet av fem år.

## Ligatabell
Sluttabell i Engelska ligan division 1 säsongen 1973-1974.
| Nr | Lag              | S  | V  | O  | F  | GM | IM | MS  | P  |
| -- | ---------------- | -- | -- | -- | -- | -- | -- | --- | -- |
| 1  | Leeds United AFC | 42 | 24 | 14 | 4  | 66 | 31 | +35 | 62 |
| 2  | Liverpool FC     | 42 | 22 | 13 | 7  | 52 | 31 | +21 | 57 |
| 3  | Derby County FC  | 42 | 17 | 14 | 11 | 52 | 42 | +10 | 48 |
| 4  | Ipswich Town FC  | 42 | 18 | 11 | 13 | 67 | 58 | +9  | 47 |
| 5  | Stoke City FC    | 42 | 15 | 16 | 11 | 54 | 42 | +12 | 46 |
| 6  | Burnley FC       | 42 | 16 | 14 | 12 | 56 | 53 | +3  | 46 |

|  | Engelska mästare och kvalificerade Europacupen för mästarlag säsongen 1974-1975. |
|  | Kvalificerade till UEFA-cupen 1974/1975.                                         |

## Spelare
Följande spelare ingick i truppen, kontrakterades, köptes eller såldes under säsongen.

### Spelartrupp
| Nr | Land      | Pos | Namn                          |
| -- | --------- | --- | ----------------------------- |
| 1  | Skottland | MV  | David Harvey (Ålder: 25)      |
| 2  | England   | F   | Paul Reaney (29)              |
| 3  | England   | F   | Trevor Cherry (25)            |
| 4  | Skottland | MF  | Billy Bremner (Lagkapten, 31) |
| 5  | England   | F   | Gordon McQueen (21)           |
| 6  | England   | F   | Norman Hunter (30)            |
| 7  | Skottland | MF  | Peter Lorimer (27)            |
| 8  | England   | A   | Allan Clarke (27)             |
| 9  | England   | A   | Mick Jones (28)               |
| 10 | Irland    | MF  | John Giles (33)               |
| 11 | England   | MF  | Paul Madeley (29)             |

| Nr | Land       | Pos | Namn                             |
| -- | ---------- | --- | -------------------------------- |
| 12 | Skottland  | MV  | David Stewart (26)               |
| -  | Wales      | MV  | Gary Sprake (24)                 |
| 11 | Skottland  | MF  | Eddie Gray (25)                  |
| 9  | Skottland  | A   | Joe Jordan (22)                  |
| -  | Wales      | MF  | Terry Yorath (23)                |
| 3  | England    | F   | Terry Cooper (29, långtidskadad) |
| -  | England    | F   | Roy Ellam (30)                   |
| -  | England    | MF  | Mick Bates (26)                  |
| -  | Skottland  | F   | Frank Gray (19)                  |
| -  | England    | F   | Nigel Davey (27)                 |
| -  | England    | F   | John Faulkner (25)               |
| -  | Skottland  | A   | Gary Liddell (19)                |
| -  | England    | F   | Peter Hampton (19)               |
| -  | Nordirland | F   | Jimmy O'Neill (21)               |

Referens
 Positioner: A = Anfallare, MV = Målvakt, MF = Mittfältare, F = Försvarare. Spelarens ålder den 31 dec 1973 anges inom parentes ().

### Den vanligast förekommande laguppställningen
Den vanligast förekommande laguppställningen är baserad på lagets vanligaste spelsystem 4-4-2. De namngivna spelarna är de som spelade i respektive position flest gånger.

### Lagkaptener
| Namn          | Nr | Nationalitet | Position | Matcher som kapten | Notering |
| ------------- | -- | ------------ | -------- | ------------------ | -------- |
| Billy Bremner | 4  | Skottland    | MF       | 42                 |          |

### Främsta målgörare
| Namn          | Nat       | Pos | Mål Ligan | Mål FA-cupen | Mål Ligacupen | Mål UEFA-cupen | Mål Totalt | Notering |
| ------------- | --------- | --- | --------- | ------------ | ------------- | -------------- | ---------- | -------- |
| Mick Jones    | England   | A   | 14        | 1            | 0             | 2              | 17         |          |
| Allan Clarke  | England   | A   | 13        | 0            | 0             | 3              | 16         |          |
| Peter Lorimer | Skottland | MF  | 12        | 2            | 0             | 0              | 14         |          |
| Billy Bremner | Skottland | MF  | 10        | 1            | 0             | 0              | 11         |          |
| Joe Jordan    | Skottland | A   | 07        | 2            | 0             | 0              | 09         |          |

Innefattar enbart tävlingsmatcher under säsongen 1973/1974. 

## Spelartransaktioner

### Nya spelare in
| Namn            | Nationalitet | Nr | Position | Ålder | Från (datum)            | Summa   | Notering |
| --------------- | ------------ | -- | -------- | ----- | ----------------------- | ------- | -------- |
| David Stewart   | Skottland    | 12 | MV       | 26    | Ayr United (3 okt 1973) | £30 000 |          |
| Byron Stevenson | Wales        | -  | F        | 17    | Ungdom (1 sep 1973)     |         |          |
| Carl Harris     | Wales        | -  | A        | 16    | Ungdom (1 nov 1973)     |         |          |

### Spelare som lämnat
| Nr | Namn          | Nationalitet | Position | Ålder | I Leeds sedan | Matcher        | Mål          | Lämnar datum (till)             | Transfer                 | Notering                                                                 |
| -- | ------------- | ------------ | -------- | ----- | ------------- | -------------- | ------------ | ------------------------------- | ------------------------ | ------------------------------------------------------------------------ |
| 5  | Jack Charlton | England      | F        | 38    | 1 maj 1952    | 773 (629 liga) | 96 (70 liga) | 16 maj 1973                     | Spelarkarriären avslutad | Klubbrekord:Den spelare som spelat flest matcher för Leeds genom tiderna |
| -  | Chris Galvin  | England      | F        | 21    | 1 nov 1968    | 16             | 1            | 1 aug 1973 (Hull City FC)       | £25 000                  |                                                                          |
| 12 | Gary Sprake   | England      | MV       | 18    | 1 maj 1962    | 506            | 0            | 1 okt 1973 (Birmingham City FC) | £100 000                 |                                                                          |

## Utmärkelser

### Klubbens interna utmärkelser
Resultatet av Leeds United utmärkelser som årets spelare.
- Årets spelare: Mick Jones

### Årets fotbollsspelare
- Årets fotbollsspelare i England (PFA) 1974:  Norman Hunter

## Säsongens matchfakta
Nedan är statistik och matchfakta angående Leeds tävlingsmatcher under säsongen 1973/74.  

### Tabellplacering under säsongen
Nedanstående tabeller visar Leeds United placering i Engelska ligan division 1 efter varje spelad ligamatch säsongen 1973/1974.
| Omgång    | 1 | 2 | 3 | 4 | 5 | 6 | 7 | 8 | 9 | 10 | 11 | 12 | 13 | 14 | 15 | 16 | 17 | 18 | 19 | 20 | 21 | 22 | 23 | 24 | 25 | 26 | 27 | 28 | 29 | 30 | 31 | 32 | 33 | 34 | 35 | 36 | 37 | 38 | 39 | 40 | 41 | 42 |
| --------- | - | - | - | - | - | - | - | - | - | -- | -- | -- | -- | -- | -- | -- | -- | -- | -- | -- | -- | -- | -- | -- | -- | -- | -- | -- | -- | -- | -- | -- | -- | -- | -- | -- | -- | -- | -- | -- | -- | -- |
| Spelplats | H | A | B | H | H | B | B | H | B | H  | B  | H  | B  | H  | B  | H  | B  | H  | B  | B  | H  | B  | B  | H  | H  | B  | H  | H  | B  | B  | H  | H  | H  | B  | H  | B  | H  | B  | H  | B  | H  | B  |
| Resultat  | V | V | V | V | V | V | V | O | V | O  | O  | V  | V  | V  | O  | V  | O  | O  | V  | V  | V  | V  | O  | O  | V  | O  | O  | V  | V  | F  | O  | O  | V  | F  | F  | F  | V  | O  | O  | V  | V  | V  |
| Position  | 6 | 4 | 1 | 1 | 1 | 1 | 1 | 1 | 1 | 1  | 1  | 1  | 1  | 1  | 1  | 1  | 1  | 1  | 1  | 1  | 1  | 1  | 1  | 1  | 1  | 1  | 1  | 1  | 1  | 1  | 1  | 1  | 1  | 1  | 1  | 1  | 1  | 1  | 1  | 1  | 1  | 1  |

### Ligan, division 1
Leeds matcher i Engelska ligan division 1 under säsongen.
| 1 25 aug 1973 | Leeds United                   | 3 – 1   | Everton FC | Elland Road                        |  |  |
| 15:00         | Bremner 3′ Giles 60′ Jones 65′ | Rapport | Harper 77′ | Publik: 39 325 Domare: J.K. Taylor |  |  |
|               |                                |         |            |                                    |  |  |

| 2 28 aug 1973 | Arsenal FC | 1 – 2 | Leeds United          | Highbury       |  |  |
|               |            |       | Lorimer -′ Madeley -′ | Publik: 47 429 |  |  |
|               |            |       |                       |                |  |  |

| 3 1 sep 1973 | Tottenham Hotspurs FC | 0 – 3   | Leeds United               | White Hart Lane |  |  |
|              |                       | Rapport | Bremner 4′, 14′ Clarke 28′ | Publik: 42 801  |  |  |
|              |                       |         |                            |                 |  |  |

| 4 5 sep 1973 | Leeds United                              | 4 – 1 | Wolverhampton Wanderers FC | Elland Road    |  |  |
|              | Jones -′ Bremner -′ Lorimer -′, -′ (str.) |       | player -′                  | Publik: 39 946 |  |  |
|              |                                           |       |                            |                |  |  |

| 5 8 sep 1973 | Leeds United              | 3 – 0 | Birmingham City FC | Elland Road    |  |  |
|              | Lorimer -′, -′, -′ (str.) |       |                    | Publik: 39 325 |  |  |
|              |                           |       |                    |                |  |  |

| 6 11 sep 1973 | Wolverhampton Wanderers FC | 0 – 2 | Leeds United       | Molineux       |  |  |
|               |                            |       | Jones -′ Clarke -′ | Publik: 36 980 |  |  |
|               |                            |       |                    |                |  |  |

| 7 15 sep 1973 | Southampton FC | 1 – 2 | Leeds United  | The Dell       |  |  |
|               |                |       | Clarke -′, -′ | Publik: 27 770 |  |  |
|               |                |       |               |                |  |  |

| 8 22 sep 1973 | Leeds United | 0 – 0 | Manchester United FC | Elland Road    |  |  |
|               |              |       |                      | Publik: 47 058 |  |  |
|               |              |       |                      |                |  |  |

| 9 29 sep 1973 | Norwich City FC | 0 – 1 | Leeds United | Carrow Road    |  |  |
|               |                 |       | Giles -′     | Publik: 31 993 |  |  |
|               |                 |       |              |                |  |  |

| 10 6 okt 1973 | Leeds United | 1 – 1 | Stoke City FC | Elland Road    |  |  |
|               | Jones -′     |       |               | Publik: 36 562 |  |  |
|               |              |       |               |                |  |  |

| 11 13 okt 1973 | Leicester City FC | 2 – 2 | Leeds United        | Filbert Street |  |  |
|                |                   |       | Jones -′ Bremner -′ | Publik: 36 978 |  |  |
|                |                   |       |                     |                |  |  |

| 12 20 okt 1973 | Leeds United | 0 – 0 | Liverpool FC | Elland Road    |  |  |
|                | Jones -′     |       |              | Publik: 44 911 |  |  |
|                |              |       |              |                |  |  |

| 13 27 okt 1973 | Manchester City FC | 0 – 1 | Leeds United | Maine Road     |  |  |
|                |                    |       | Bates -′     | Publik: 45 346 |  |  |
|                |                    |       |              |                |  |  |

| 14 3 nov 1973 | Leeds United                    | 4 – 1 | West Ham United FC | Elland Road    |  |  |
|               | Bates -′ Jones -′, -′ Clarke -′ |       |                    | Publik: 36 869 |  |  |
|               |                                 |       |                    |                |  |  |

| 15 10 nov 1973 | Burnley FC | 0 – 0 | Leeds United | Turf Moor      |  |  |
|                |            |       |              | Publik: 37 894 |  |  |
|                |            |       |              |                |  |  |

| 16 17 nov 1973 | Leeds United                     | 3 – 0   | Coventry City FC | Elland Road    |  |  |
|                | Clarke -′ Jordan 69′ Bremner 74′ | Rapport |                  | Publik: 35 552 |  |  |
|                |                                  |         |                  |                |  |  |

| 17 24 nov 1973 | Derby County FC | 0 – 0 | Leeds United | Baseball Ground |  |  |
|                |                 |       |              | Publik: 36 003  |  |  |
|                |                 |       |              |                 |  |  |

| 18 1 dec 1973 | Leeds United            | 2 – 2 | Queens Park Rangers FC | Elland Road    |  |  |
|               | Jones -′, -′ Bremner -′ |       |                        | Publik: 32 194 |  |  |
|               |                         |       |                        |                |  |  |

| 19 8 dec 1973 | Ipswich Town FC | 0 – 3 | Leeds United                 | Portman Road   |  |  |
|               |                 |       | Jones -′ Clarke -′ Yorath -′ | Publik: 27 110 |  |  |
|               |                 |       |                              |                |  |  |

| 20 15 dec 1973 | Chelsea FC | 1 – 2 | Leeds United       | Stamford Bridge |  |  |
|                |            |       | Jones -′ Jordan -′ | Publik: 40 768  |  |  |
|                |            |       |                    |                 |  |  |

| 21 22 dec 1973 | Leeds United | 1 – 0 | Norwich City FC | Elland Road    |  |  |
|                | Yorath -′    |       |                 | Publik: 34 747 |  |  |
|                |              |       |                 |                |  |  |

| 22 26 dec 1973 | Newcastle United FC | 0 – 1 | Leeds United | St James Park  |  |  |
|                |                     |       | Madeley -′   | Publik: 54 474 |  |  |
|                |                     |       |              |                |  |  |

| 23 29 dec 1973 | Birmingham City FC | 1 – 1 | Leeds United | St Andrews     |  |  |
|                |                    |       | Jordan -′    | Publik: 50 451 |  |  |
|                |                    |       |              |                |  |  |

| 24 1 jan 1974 | Leeds United | 1 – 1 | Tottenham Hotspur FC | Elland Road    |  |  |
|               | Jones -′     |       |                      | Publik: 46 545 |  |  |
|               |              |       |                      |                |  |  |

| 25 12 jan 1974 | Leeds United       | 2 – 1 | Southampton FC | Elland Road    |  |  |
|                | Jones -′ Jordan -′ |       |                | Publik: 35 000 |  |  |
|                |                    |       |                |                |  |  |

| 26 19 jan 1974 | Everton FC | 0 – 0 | Leeds United | Goodison Park  |  |  |
|                |            |       |              | Publik: 55 811 |  |  |
|                |            |       |              |                |  |  |

| 27 2 feb 1974 | Leeds United | 1 – 1   | Chelsea FC | Elland Road    |  |  |
|               | Cherry 67′   | Rapport | Garner 40′ | Publik: 41 510 |  |  |
|               |              |         |            |                |  |  |

| 28 5 feb 1974 | Leeds United                   | 3 – 1 | Arsenal FC | Elland Road    |  |  |
|               | player -′ (sjm.) Jordan -′, -′ |       |            | Publik: 26 778 |  |  |
|               |                                |       |            |                |  |  |

| 29 9 feb 1974 | Manchester United FC | 0 – 2 | Leeds United       | Old Trafford   |  |  |
|               |                      |       | Jones -′ Jordan -′ | Publik: 60 025 |  |  |
|               |                      |       |                    |                |  |  |

| 30 23 feb 1974 | Stoke City FC | 3 – 2 | Leeds United         | Victoria Ground |  |  |
|                |               |       | Clarke -′ Bremner -′ | Publik: 39 598  |  |  |
|                |               |       |                      |                 |  |  |

| 31 26 feb 1974 | Leeds United      | 1 – 1 | Leicester City FC | Elland Road    |  |  |
|                | Lorimer -′ (str.) |       |                   | Publik: 30 489 |  |  |
|                |                   |       |                   |                |  |  |

| 32 2 mar 1974 | Leeds United | 1 – 1 | Newcastle United FC | Elland Road    |  |  |
|               | Clarke -′    |       |                     | Publik: 46 611 |  |  |
|               |              |       |                     |                |  |  |

| 33 9 mar 1974 | Leeds United      | 1 – 0 | Manchester City FC | Elland Road    |  |  |
|               | Lorimer -′ (str.) |       |                    | Publik: 36 578 |  |  |
|               |                   |       |                    |                |  |  |

| 34 16 mar 1974 | Liverpool FC | 1 – 0 | Leeds United | Anfield        |  |  |
|                |              |       |              | Publik: 56 003 |  |  |
|                |              |       |              |                |  |  |

| 35 23 mar 1974 | Leeds United | 1 – 4 | Burnley FC | Elland Road    |  |  |
|                | Clarke -′    |       |            | Publik: 35 552 |  |  |
|                |              |       |            |                |  |  |

| 36 30 mar 1974 | West Ham United FC | 3 – 1 | Leeds United | Upton Park     |  |  |
|                |                    |       | Clarke -′    | Publik: 37 480 |  |  |
|                |                    |       |              |                |  |  |

| 37 6 apr 1974 | Leeds United              | 2 – 0 | Derby County FC | Elland Road    |  |  |
|               | Bremner -′, -′ Lorimer -′ |       |                 | Publik: 37 838 |  |  |
|               |                           |       |                 |                |  |  |

| 38 13 apr 1974 | Coventry City FC | 0 – 0 | Leeds United | Highfield Road |  |  |
|                |                  |       |              | Publik: 35 182 |  |  |
|                |                  |       |              |                |  |  |

| 39 15 apr 1974 | Leeds United | 0 – 0 | Sheffield United FC | Elland Road    |  |  |
|                |              |       |                     | Publik: 41 140 |  |  |
|                |              |       |                     |                |  |  |

| 40 16 apr 1974 | Sheffield United FC | 0 – 2 | Leeds United          | Bramall Lane   |  |  |
|                |                     |       | Lorimer -′, -′ (str.) | Publik: 39 972 |  |  |
|                |                     |       |                       |                |  |  |

| 41 20 apr 1974 | Leeds United                    | 3 – 2      | Ipswich Town FC | Elland Road    |  |  |
| 15:00          | Clarke -′ Bremner -′ Lorimer -′ | [ Rapport] |                 | Publik: 44 015 |  |  |
|                |                                 |            |                 |                |  |  |

| 42 27 apr 1974 | Queens Park Rangers FC | 0 – 1   | Leeds United | Elland Road    |  |  |
| 15:00          |                        | Rapport | Clarke -′    | Publik: 35 353 |  |  |
|                |                        |         |              |                |  |  |

### FA-cupen
Leeds matcher i FA-cupen under säsongen.
| 3:e omgången 5 jan 1974 | Wolverhampton | 1 – 1 | Leeds United | Molineux Stadium |  |  |
| 15:00                   | [[]] x′       |       | Lorimer x′   | Publik: 38 132   |  |  |
|                         |               |       |              |                  |  |  |

| 3:e omgången, omspel 9 jan 1974 | Leeds United | 1 – 0 | Wolverhampton | Elland Road    |  |  |
| 19:45                           | Jones x′     |       |               | Publik: 42 747 |  |  |
|                                 |              |       |               |                |  |  |

| 4:e omgången 26 jan 1974 | Peterborough | 1 – 4 | Leeds United                       | London Road Ground |  |  |
| 15:00                    | [[]] x′      |       | Lorimer x′ Jordan x′, y′ Yorath x′ | Publik: 28 000     |  |  |
|                          |              |       |                                    |                    |  |  |

| 5:e omgången 16 feb 1974 | Bristol City FC | 1 – 1 | Leeds United | Ashton Gate Stadium |  |  |
| 15:00                    | [[]] x′         |       | Bremner x′   | Publik: 37 000      |  |  |
|                          |                 |       |              |                     |  |  |

| 5:e omgången, omspel 19 feb 1974 | Leeds United | 0 – 1 | Bristol City FC | Elland Road    |  |  |
| 19:45                            |              |       | [[]] x′         | Publik: 47 128 |  |  |
|                                  |              |       |                 |                |  |  |

### UEFA-cupen
Leeds matcher i UEFA-cupen under säsongen.
| 1:a omg, 1:a matchen 19 sep 1973 | Strømsgodset IF | 1 – 1   | Leeds United | Oslo                          |  |  |
| 19:45                            | Clarke 15′      | Rapport | Amundsen 24′ | Arena: Ullevål Publik: 16 276 |  |  |
|                                  |                 |         |              |                               |  |  |

| 1:a omg, 2:a matchen 3 okt 1973 | Leeds United                                         | 6 – 1 (totalt 7 – 2) | Strømsgodset IF | Elland Road    |  |  |
| 19:45                           | Clarke 11′, 24′ Jones 20′, 84′ F. Gray 57′ Bates 62′ | Rapport              | Pettersen 40′   | Publik: 18 711 |  |  |
|                                 |                                                      |                      |                 |                |  |  |

| 2:a omg, 1:a matchen 24 okt 1973 | Leeds United | 0 – 0        | Hibernian FC | Elland Road    |  |  |
| 19:45                            |              | Matchrapport |              | Publik: 27 145 |  |  |
|                                  |              |              |              |                |  |  |

| 2:a omg, 2:a matchen 7 nov 1973 | Hibernian FC | 0 – 0 (e fl) (totalt 0 – 0) (5 – 4 str.) | Leeds United | Edinburgh                         |  |  |
| 19:45                           |              | Matchrapport                             |              | Arena: Easter Road Publik: 36 051 |  |  |
|                                 |              | Straffar                                 |              |                                   |  |  |
| Stanton player                  |              | player Bremner                           |              |                                   |  |  |
|                                 |              |                                          |              |                                   |  |  |

| 3:e omg, 1:a matchen 28 nov 1973 | Leeds United | 1 – 0        | Vitoria Setubal | Elland Road    |  |  |
| 19:45                            | Cherry 67′   | Matchrapport |                 | Publik: 14 196 |  |  |
|                                  |              |              |                 |                |  |  |

| 3:e omg, 2:a matchen 5 jan 1974 | Vitoria Setubal               | 3 – 1 (totalt 2 – 3) | Leeds United | Setubal                                 |  |  |
| 19:45                           | Duda 51′, 73′ Jose Torres 62′ | Matchrapport         | Liddell 81′  | Arena: Estadio do Bonfim Publik: 25 000 |  |  |
|                                 |                               |                      |              |                                         |  |  |

### Ligacupen
Leeds matcher i Ligacupen under säsongen.
| 2:a omgången 8 okt 1973 | Ipswich Town FC | 2 – 0 | Leeds United | Portman Road   |  |  |
| 19:45                   |                 |       |              | Publik: 26 385 |  |  |
|                         |                 |       |              |                |  |  |